# 石林冷水花
石林冷水花（学名：Pilea elegantissima）是荨麻科冷水花属的植物，是中国的特有植物。分布在中国大陆的云南等地，生长于海拔1,500米至1,900米的地区，多生长在云南及四川，目前尚未由人工引种栽培。